# Gaswerk Moosach

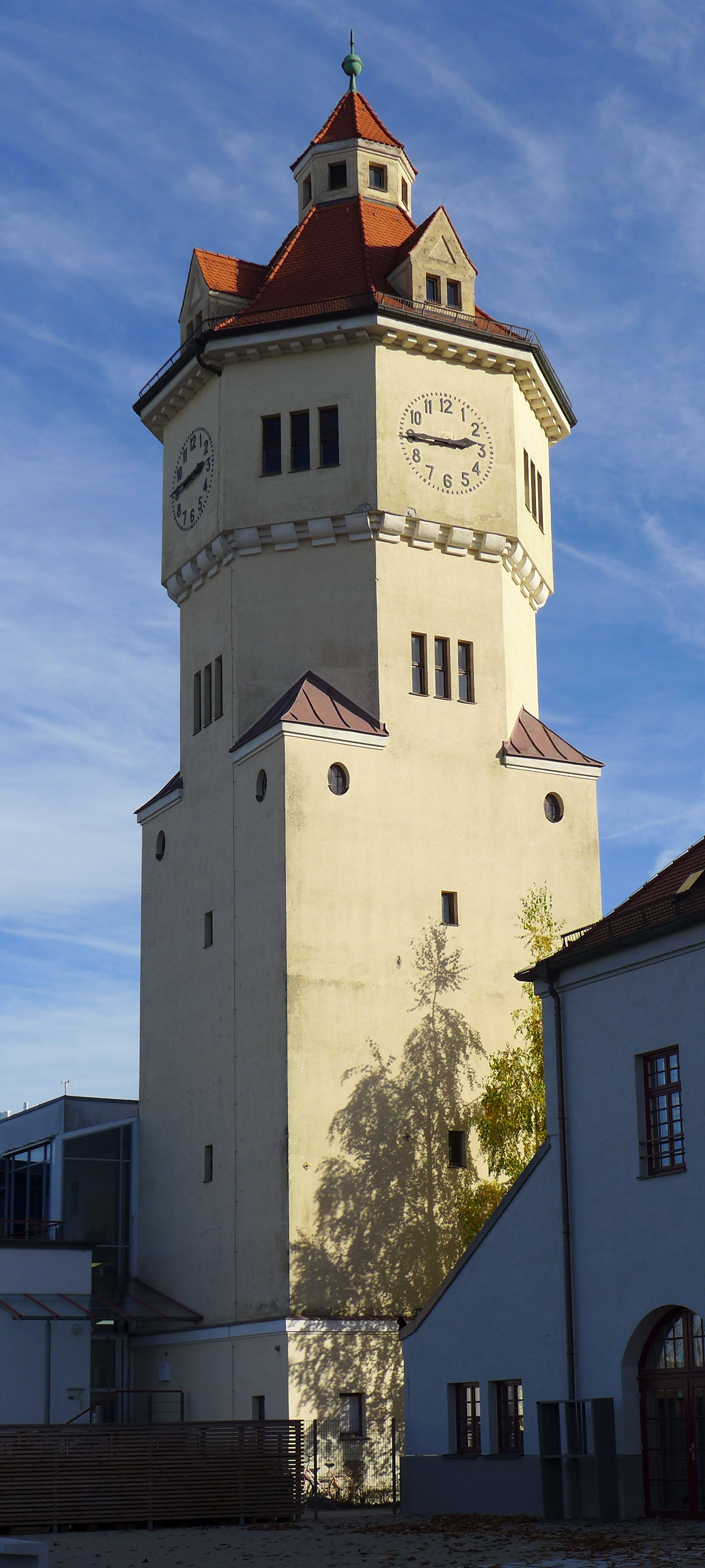
Wasserturm

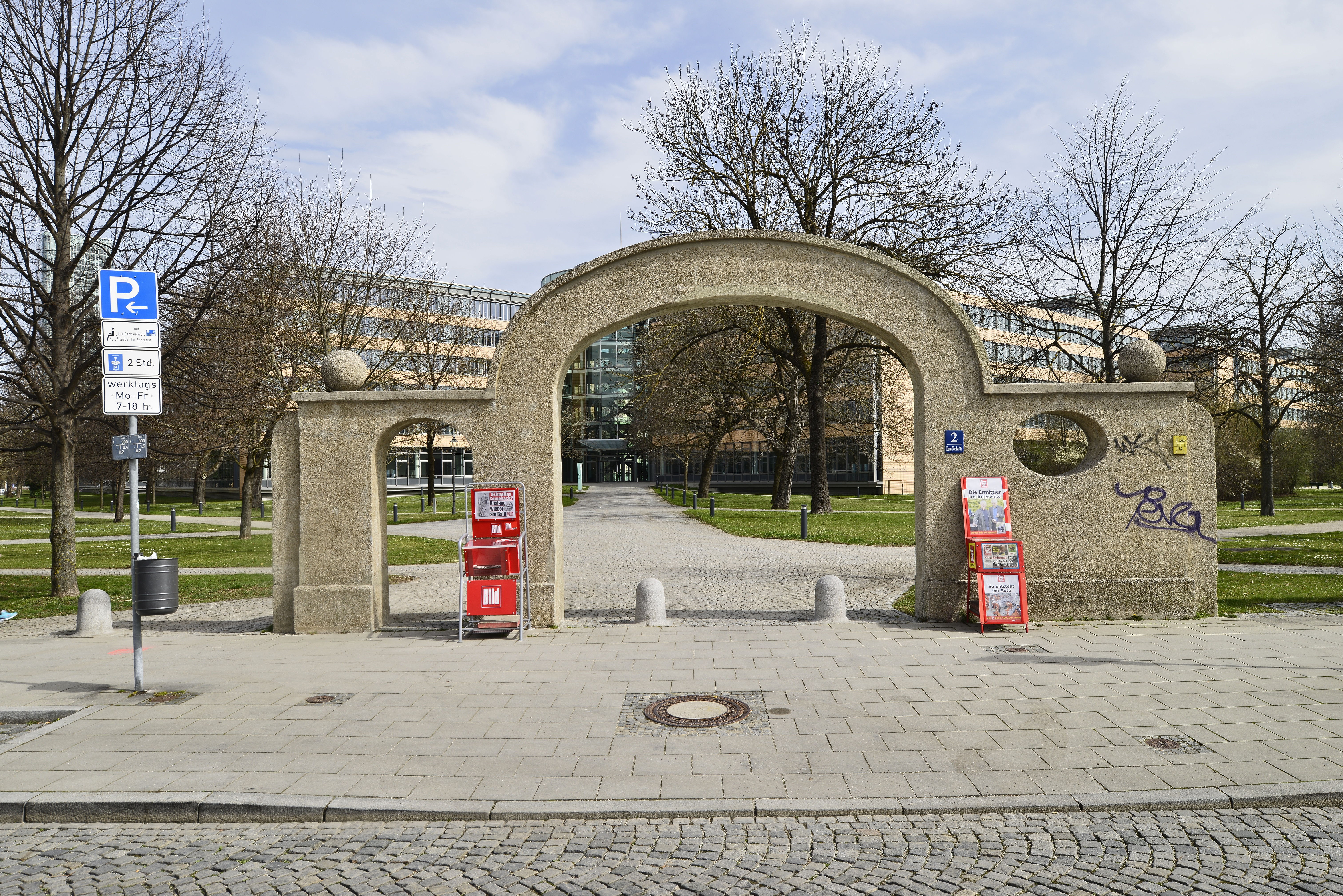
Ehemalige Portal und Einfriedungsreste zum Gaswerk München

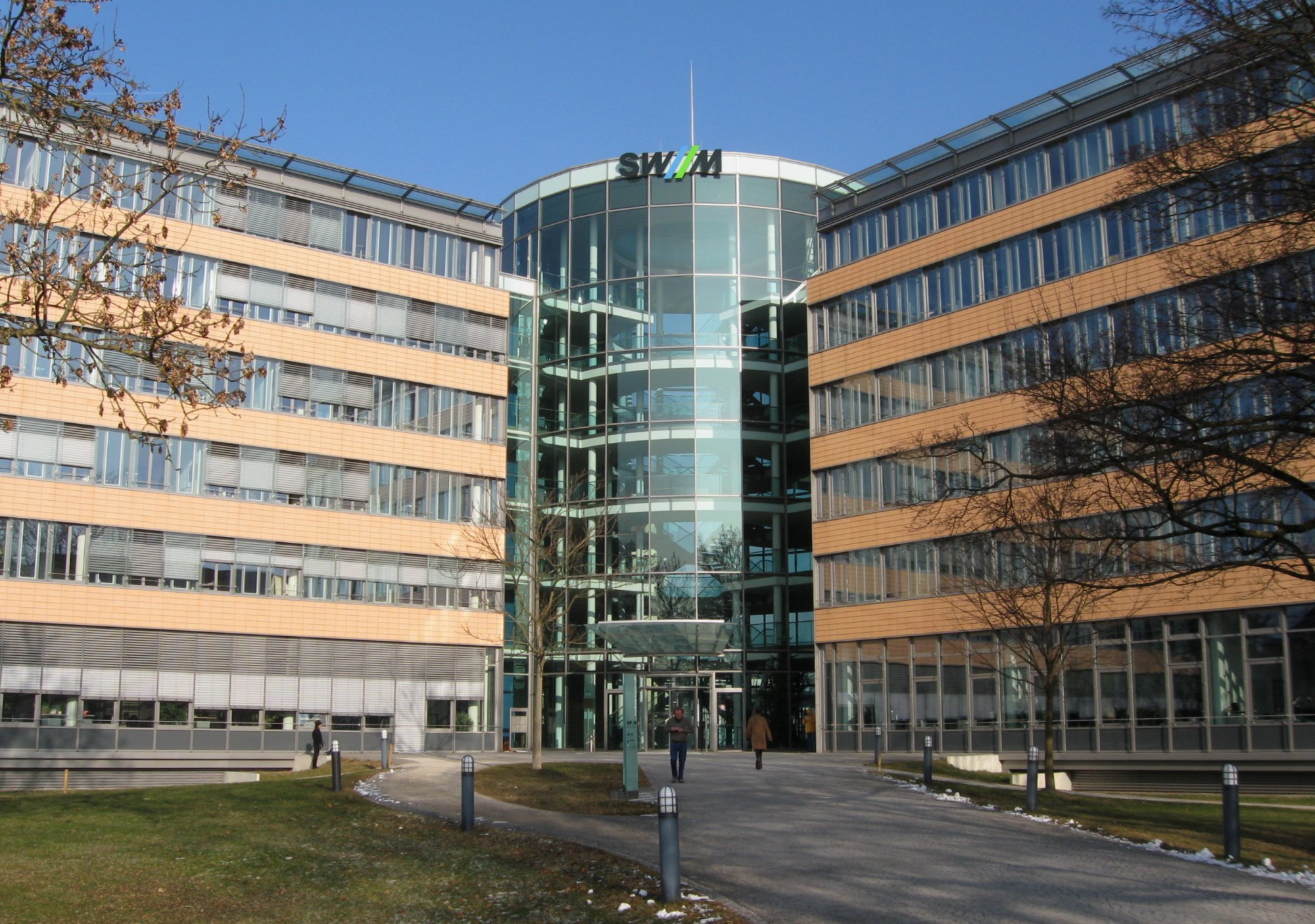
Heutige Zentrale der SWM am Standort des ehemaligen Gaswerks

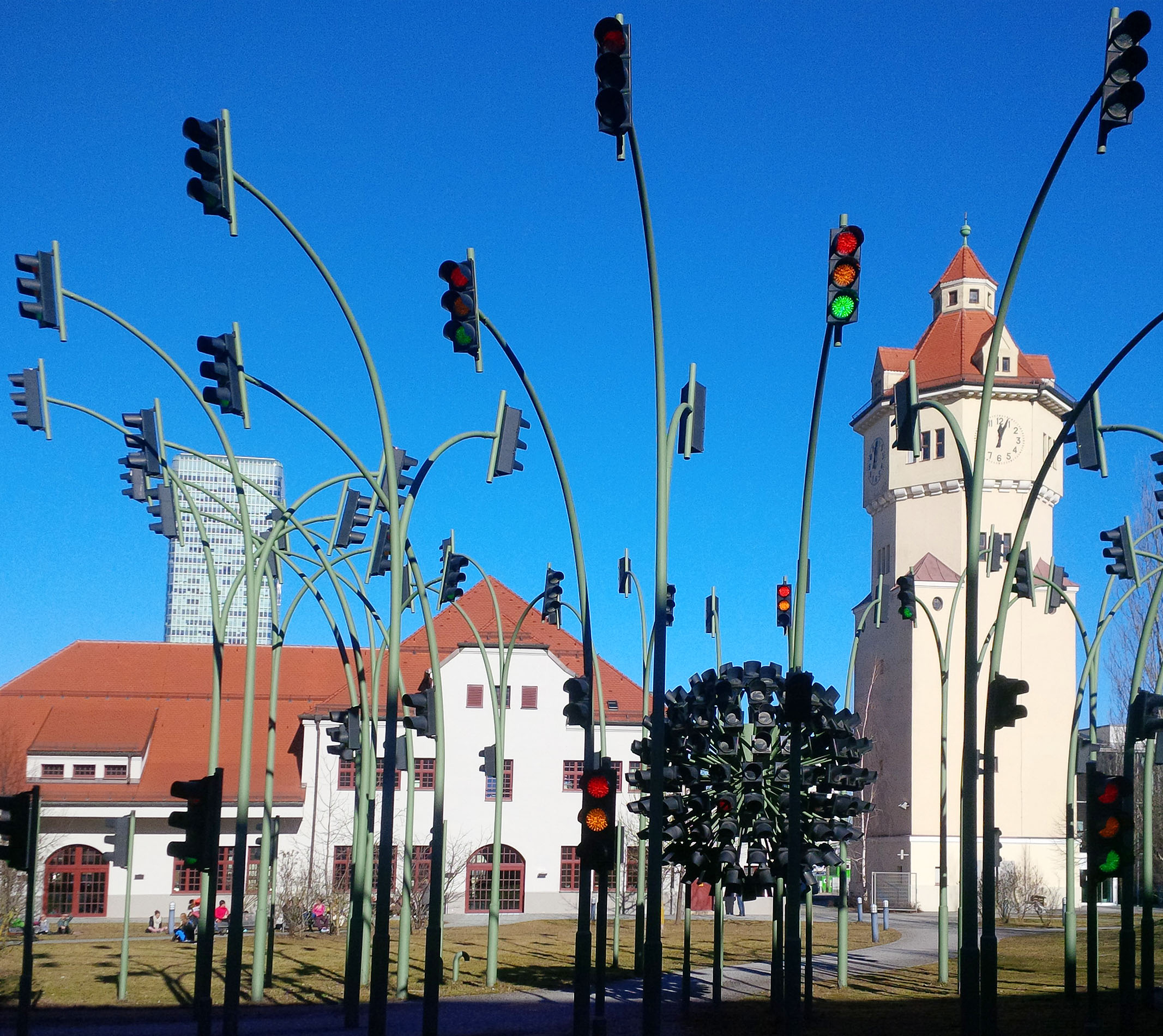
Kunst am Bau

Das Gaswerk Moosach war das letzte Gaswerk der Stadtwerke München. Es befand sich bis 1967 an der Dachauer Straße 148 im Münchner Stadtteil Moosach. Das Areal umfasste den Bereich zwischen Dachauer Straße, Borstei, Hanauer Straße, Georg-Brauchle-Ring und Landshuter Allee.

## Geschichte
Mit dem Bau wurde 1906 begonnen, nachdem die früheren Gaswerke an der Thalkirchner Straße und Am Kirchstein mit dem wachsenden Gasbedarf Münchens nicht mehr Schritt halten konnten. Im Gaswerk Moosach wurde von der Inbetriebnahme am 23. April 1909 bis zum 20. März 1967 durch Vergasung von Steinkohle Stadtgas erzeugt.
Ein letzter, fast 100 Meter hoher Gaskessel entstand 1958 am heutigen Georg-Brauchle-Ring.
Um das Gaswerk attraktiver zu machen, gab es auf dem Gaswerksgelände zahlreiche Angebote, wie ein Schwimmbad, eine Kantine mit Kegelbahn, Werkswohnungen und einen Sportplatz. Nach und nach entstand somit, zusammen mit den eigentlichen Einrichtungen des Gaswerks wie Kohlehalden, Ofenblöcken, Gasbehältern, Teerbehältern, Kohlesilos, Wasserturm, Werkstätten und Labors, Güterbahnhof und Lokschuppen, eine Stadt in der Stadt.
Seit 1960 wurde dem Stadtgas Erdgas beigemischt (damals wurde das Erdgas noch aus Vorkommen im oberbayerischen Isen gefördert). Da Erdgas im Vergleich mit Stadtgas einen höheren Heizwert besitzt, musste bis zur Umstellung der Gasverbraucher das Erdgas durch Spaltanlagen entsprechend umgewandelt werden. Am 10. November 1975 war die Gasversorgung der Stadt München vollständig auf das ergiebigere Roherdgas umgestellt; das Gaswerk wurde endgültig außer Betrieb genommen.

## Nachwirken
Erhalten ist heute noch der nun denkmalgeschützte Wasserturm sowie die ehemaligen Werkswohnungen und Betriebsgebäude an der Emmy-Noether-Straße.
Auf dem Gelände des Gaswerks befand sich auch ein 110 Meter langer Flügel der verloren geglaubten Schrannenhalle. Das eiserne Gerüst der Schrannenhalle war nach deren Brand im Jahre 1932 auf dem Gaswerksgelände aufgebaut, mit Brettern verkleidet und als Lagerhalle verwendet worden. Erst im Jahr 1978 erkannte der Architekt und Stadthistoriker Volker Hütsch, dass es sich bei dem Gerüst um die erhaltenen Reste der Schrannenhalle handelte. In der Folgezeit wurde sie restauriert und auf dem ursprünglichen Platz an der Blumenstraße wieder aufgestellt.
Auf dem Gelände des Gaswerks befindet sich heute die Zentrale der Stadtwerke München. Der Mittelbau der Stadtwerkszentrale erinnert in seiner Ausgestaltung an die früheren Gaskessel, so dass zumindest ein Eindruck des alten Gaswerks erhalten bleibt. Eine moderne Lichtskulptur aus 400 Verkehrsampeln, „Traffic Light Flower“ von Johannes Brunner und Raimund Ritz, sorgt für künstlerische Belebung.

## Sonstiges
In dem Spielfilm Charlie und die Schokoladenfabrik (engl. Originaltitel: Willy Wonka & the Chocolate Factory) aus dem Jahr 1971 diente das Gaswerk Moosach als Außenkulisse für die Schokoladenfabrik.